# Brassy, Somme
Brassy là một xã thuộc tỉnh Somme trong vùng Hauts-de-France miền bắc nước Pháp.

## Dân số
{{Demography
|1962 = 40
|1968 = 50
|1975 = 46
|1982 = 56
|1990 = 52
|1999 = 51
|2006 = 62
|withoutdoublecount = 1962
duplicates
|}